# Lepilemur wrighti
Lepilemur wrighti is een zoogdier uit de familie van de wezelmaki's (Lepilemuridae). De wetenschappelijke naam van de soort werd voor het eerst geldig gepubliceerd door Louis et al. in 2006.

## Kenmerken
L. wrighti is een grote, roodbruine en grijze wezelmaki. Het gewicht bedraagt 0,95 kg. De rug is rood- tot grijsbruin, de buik grijsbruin. Bij vrouwtjes is de kop grijs; bij mannetjes verschilt de kleur niet van die van de rest van het lichaam. Daarmee is het voor zover bekend de enige wezelmaki met seksueel dimorfisme. De oren hebben geen of weinig vacht en zijn licht van kleur.

## Verspreiding
Deze soort komt voor in de Kalambatritra Special Reserve (tussen de rivieren Mananara en Mandrare) op Madagaskar. 

## Naamgeving
De soort is genoemd naar Patricia Wright, die veel heeft gedaan voor natuurbescherming over de hele wereld. Deze soort komt voor in de buurt van de witvoetwezelmaki (L. leucopus), maar is nauwer verwant aan L. seali en L. fleuretae.
Lepilemur aeeclis · Lepilemur ahmansoni · Lepilemur ankaranensis · Lepilemur betsileo · Grijsrugwezelmaki (Lepilemur dorsalis) · Milne-Edwards wezelmaki (Lepilemur edwardsi) · Lepilemur fleuretae · Lepilemur grewcocki · Lepilemur hollandorum · Lepilemur hubbardi · Lepilemur jamesi · Witvoetwezelmaki (Lepilemur leucopus) · Kleintandwezelmaki (Lepilemur microdon) · Lepilemur milanoii · Grote wezelmaki (Lepilemur mustelinus) · Lepilemur otto · Lepilemur petteri · Lepilemur randrianasoloi · Roodstaartwezelmaki (Lepilemur ruficaudatus) · Lepilemur sahamalaza · Lepilemur scottorum · Lepilemur seali · Noordelijke wezelmaki (Lepilemur septentrionalis) · Lepilemur tymerlachsoni · Lepilemur wrighti